# Sato Junki
Junki Sato (sinh ngày 12 tháng 7 năm 1994) là một cầu thủ bóng đá người Nhật Bản.

## Sự nghiệp câu lạc bộ
Junki Sato đã từng chơi cho Thespakusatsu Gunma.